# Vardotjärnarna (Sorsele socken, Lappland, 729303-151525)
Vardotjärnarna är en sjö i Sorsele kommun i Lappland och ingår i Umeälvens huvudavrinningsområde. Vardotjärnarna ligger i Vindelfjällen Natura 2000-område.